# Oliver Friggieri
Oliver Friggieri (ur. 27 marca 1947 we Florianie, zm. 21 listopada 2020) – maltański nowelista, eseista, poeta, krytyk, autor opowiadań, tłumacz, leksykograf i profesor literatury maltańskiej na L-Università ta’ Malta.

## Życiorys
Oliver Friggieri urodził się 27 marca 1947 r. we Florianie nieopodal stolicy Malty, Valletty. Uczył się w Archbishop’s Seminary we Florianie, a następnie rozpoczął studia na Uniwersytecie Maltańskim. Studiował język maltański i włoski oraz filozofię. Planował zostać księdzem, później jednak porzucił te plany i założył rodzinę. W latach 1968 – 1975 uczył maltańskiego i filozofii w jednej z maltańskich szkół. Następnie rozpoczął pracę na L-Università ta’ Malta, którą kontynuuje do dziś. Jako pierwszy obronił pracę magisterską (1975 – La cultura italiana a Malta: storia e influenza letteraria e stilistica attraverso l’opera di Dun Karm), a następnie doktorską (1978 – La Cultura Italiana del Romanticismo e la Poesia Maltese) z zakresu literatury maltańskiej. W 1978 r. Friggieri otrzymał stopień doktora specjalizując się we wpływach literatury włoskiej na maltańską. W 1989 r. zorganizował pierwszy kongres kultury maltańskiej. Od 1987 r. jest kierownikiem Instytutu Maltanistyki na L-Università ta’ Malta, wykłada tam literaturę maltańską, zajmuje się wpływem obcych literatur – w szczególności literatury włoskiej – na rozwój literatury maltańskiej.

## Działalność
Friggieri działa aktywnie, współpracując w wieloma międzynarodowymi czasopismami literackimi. Bierze udział w licznych konferencjach międzynarodowych poświęconych zagadnieniom literackim, a także w programach radiowych i telewizyjnych o tej tematyce. Jest członkiem założycielem Movement for the Promotion of Literature, który miał duży wpływ na rozwój literatury maltańskiej w latach 60. Był to ruch dążący do pobudzenia rozwoju literatury na Malcie. Friggieri został także redaktorem Journal of Maltese Studies. Jest jednym z najbardziej cenionych historyków literatury maltańskiej, autorem zbioru prac z zakresu teorii literatury, krytyki literackiej oraz analizy stylistycznej. Oliver Friggieri poświęcił wiele lat na rekonstrukcję historii literatury maltańskiej (Storia della letteratura maltese, Edizioni Spes, Milazzo, 1986). W 1996 r. ukazał się jego Dizzjunarju ta’ termini letterarji, pierwszy duży słownik maltańskiej terminologii literackiej.

## Twórczość literacka
Oliver Friggieri tworzy po maltańsku. W jego poezji człowiek-poeta poszukuje swego miejsca w nieskończoności i wytłumaczenia dla swojej egzystencji. Pisze o cierpieniu istoty ludzkiej i jej relacjach z Bogiem. Jego poezja ma często wydźwięk pesymistyczny, obnaża samotność człowieka i wprawia w przekonanie o chwilowości ludzkiego życia.
Uważając się za kontynuatora wybitnego maltańskiego autora Carmelo Psaila, znanego pod pseudonimem Dun Karm (1891 – 1955), Friggieri zajmuje się też tematyką narodową. Jego szczególne zainteresowanie budzi religia i historia umacniające jedność i tożsamość narodową. Jest to w przypadku Malty kwestia szczególnie istotna, gdyż, ze względu na swą powierzchnię i usytuowanie, na przestrzeni wieków Malta wielokrotnie zmagała się z najazdami i dominacją obcych ludów i mocarstw [panowanie Fenicjan, Greków, Rzymian, Italii, Wandalów, Ostrogotów, Arabów (869-1090 i prawdopodobnie później), Genueńczyków, Szwabów, Andegawenów, Aragonii, Sycylii, Joannici (1530–ok. 1798), Francji i Wielkiej Brytanii]. To właśnie silne poczucie jedności narodowej, umacnianej przede wszystkim przez wiarę i wspólnotę językową pomogło Malcie przetrwać zawirowania dziejów.
Oliver Friggieri jest autorem pierwszego oratorium w języku maltańskim, Pawlu ta’ Malta (Paweł z Malty) oraz pieśni, L’Għanja ta’ Malta (Pieśń Maltańska).
Fakt wywodzenia się z Malty, maleńkiej wysepki pośrodku Morza Śródziemnego pomiędzy Europą i Afryką, wywiera wielkie znaczenie na pracę autora, który, podobnie jak większość Maltańczyków, ma nie tylko bardzo silną świadomość przynależności do narodu maltańskiego, ale także swej „śródziemnomorskości” (mediterraneità). Friggieri żyje i tworzy pod znakiem idei L’isola reale ed esistenziale (Wyspy realnej i egzystencjalnej).
„Bycie Maltańczykiem – mówi w jednym z wywiadów Friggieri – oznacza przynależność do maleńkiego Kraju, który stanowi jednak osobny byt. Bycie człowiekiem regionu śródziemnomorskiego (mediterranei), logicznie, oznacza przynależność do szerszego bytu, w którym identyfikujemy się jako obywatele. Zatem pochodzenie z tego regionu oznacza przynależność do narodowości bardziej złożonej, ponadpaństwowej, w której jednak nawet najbardziej skrajne odmienności, choć rozpoznawalne, mieszają się ze sobą”.

## Utwory
- Malta – The New Poetry (1971, współautor) (poezja)
- Dwal fil-Persjani (1971, współautor) (poezja)
- Il-Gidba 1977
- L-Istramb 1980
- Stejjer għal qabel Jidlam 1 (1979) opowiadania
- Cross Winds – An Anthology of Post- War Maltese Poetry (1980, współautor) (poezja)
- Poeżiji ta' Mħabba (1981, współautor) (poezja)
- Aktar Stejjer għal qabel Jidlam 11 (1983) opowiadania
- Fil-Parlament ma Jikbrux Fjuri 1986
- Stejjer għal qabel Jidlam 1986, 1 i II.
- Mal-Fanal Hemm Harstek Tixghel 1988 (poezja)
- Fil-Gżira Taparsi jikbru l-Fjuri 1991.
- Ġiżimin li Qatt ma Jiftaħ
- It-Tfal Jiġu bil-Vapuri
- La Jibbnazza Nigi Lura
- Oliver Friggieri: Il-Poeżiji Miġbura 1996

## Przekłady twórczości Olivera Friggieri
Twórczość literacka oraz naukowa Olivera Friggieri była do tej pory tłumaczona na 15 języków, m.in.:
- angielski (A distraught Pilgrim)
- włoski (La cultura italiana a Malta, Dun Karm, Storia della letteratura maltese)
- francuski (Le rituel de crepuscole)
- grecki (Μπαλαντα χωρίς όνομα)
- macedoński (Moschen Nekogaash Ke se Vratam)
- chorwacki (Laz, A turn gesabella i Druge Pripovijesti)
- słoweński (Baruhove Zegate)
- rumuński (Insomnia Cuvintelor)
- fiński
- polski – [w:] Czas Kultury – 3/2006 (132)
- arabski
- bengalski
- urdu.

## Inne
- Steven R. Serafin ed., Encyclopedia of World literature in the Twentieth Century, I-IV, 3ed., St James Press, Michigan, 1999 (Oliver Friggieri vede vol. II, str. 175)
- Charles Briffa, The Voice of a Nation's Conscience: Oliver Friggieri's Fiction in 'Recent Maltese Literature, World Literature Today (The University of Oklahoma), 71, n. 3, Summer 1997, str. 495–504.